# Hjalmar Grafström (militär)
Hjalmar Emil Grafström, född den 24 juli 1866 i Umeå landsförsamling, Västerbottens län, död den 12 november 1955 i Södertälje, var en svensk militär. Han var sonson till Anders Abraham Grafström, brorson till Frithiof Grafström samt far till Anders och Erik Grafström.
Grafström blev underlöjtnant vid Västerbottens fältjägarkår 1885, löjtnant där 1889, kapten vid samma förband (som då bytt namn till Västerbottens regemente) 1896, major där 1911 och överstelöjtnant vid regementet 1914. Han blev överste i reserven 1921. Grafström blev riddare av Svärdsorden 1905, av Vasaorden 1910 och av Carl XIII:s orden 1936.